# Fed Cup 2016 – Světová skupina II
Světová skupina II představovala druhou nejvyšší úroveň Fed Cupu 2016. Konala se 6. a 7. února 2016. Čtyři páry týmů odehrály vzájemná utkání. Vítězná družstva – Austrálie, Španělsko, Spojené státy a Bělorusko, postoupily do baráže o Světovou skupinu. Na poražené – Slovensko, Srbsko, Polsko a Kanadu, čekala dubnová baráž o setrvání v této úrovni soutěže pro rok 2017.

## Slovensko vs. Austrálie
| Aegon aréna, Bratislava, Slovensko 6.–7. února 2016 tvrdý – DecoColor (hala) | |                                                                           |      |     |     |  |
| \| 1. \| \| Anna Karolína Schmiedlová Arina Rodionovová \| 5 7 \| 7 5 \| 6 0 \| \| \| 2. \| \| Jana Čepelová Samantha Stosurová \| 3 6 \| 4 6 \| \| \| \| 3. \| \| Anna Karolína Schmiedlová Samantha Stosurová \| 65 7 \| 5 7 \| \| \| \| 4. \| \| Dominika Cibulková Kimberly Birrellová \| 6 3 \| 6 1 \| \| \| \| 5. \| \| Jana Čepelová / Daniela Hantuchová Casey Dellacquová / Samantha Stosurová \| 7 5 \| 1 6 \| 2 6 \| \| \| Nominace \| \| \| \| \| \| \| \| \| Slovensko: Anna Karolína Schmiedlová, Dominika Cibulková, Daniela Hantuchová, Jana Čepelová, nehrající kapitán Matej Lipták \| \| \| \| \| \| \| \| Austrálie: Samantha Stosurová, Casey Dellacquová, Arina Rodionovová, Kimberly Birrellová, nehrající kapitánka Alicia Moliková \| \| \| \| \| \| \| Podrobnosti \| \| \| \| \| \| \| \| \| Oba týmy se v minulosti utkaly jedinkrát. Australanky držely aktivní vzájemnou bilanci zápasů 1:0. Bratislavská rodačka a členka australského týmu Jarmila Wolfeová se z účasti omluvila pro bolest zad. Za Slovensko v minulosti odehrála jeden zápas. Ani naturalizovaná Australanka a 33. hráčka žebříčku Darja Gavrilovová nemohla přicestovat, protože jí start za Austrálii v tzv. asocičním termínu nepovolila Mezinárodní tenisová federace.[2] \| \| \| \| \| \| | |                                                                           |      |     |     |  |
| | |                                                                           | 1.   | 2.  | 3.  |  |
| 1. | | Anna Karolína Schmiedlová Arina Rodionovová                               | 5 7  | 7 5 | 6 0 |  |
| 2. | | Jana Čepelová Samantha Stosurová                                          | 3 6  | 4 6 |     |  |
| 3. | | Anna Karolína Schmiedlová Samantha Stosurová                              | 65 7 | 5 7 |     |  |
| 4. | | Dominika Cibulková Kimberly Birrellová                                    | 6 3  | 6 1 |     |  |
| 5. | | Jana Čepelová / Daniela Hantuchová Casey Dellacquová / Samantha Stosurová | 7 5  | 1 6 | 2 6 |  |
| Nominace | |                                                                           |      |     |     |  |
| | Slovensko: Anna Karolína Schmiedlová, Dominika Cibulková, Daniela Hantuchová, Jana Čepelová, nehrající kapitán Matej Lipták |                                                                           |      |     |     |  |
| | Austrálie: Samantha Stosurová, Casey Dellacquová, Arina Rodionovová, Kimberly Birrellová, nehrající kapitánka Alicia Moliková |                                                                           |      |     |     |  |
| Podrobnosti | |                                                                           |      |     |     |  |
| | Oba týmy se v minulosti utkaly jedinkrát. Australanky držely aktivní vzájemnou bilanci zápasů 1:0. Bratislavská rodačka a členka australského týmu Jarmila Wolfeová se z účasti omluvila pro bolest zad. Za Slovensko v minulosti odehrála jeden zápas. Ani naturalizovaná Australanka a 33. hráčka žebříčku Darja Gavrilovová nemohla přicestovat, protože jí start za Austrálii v tzv. asocičním termínu nepovolila Mezinárodní tenisová federace. |                                                                           |      |     |     |  |

## Srbsko vs. Španělsko
| Sportovní hala Kraljevo, Kraljevo, Srbsko 6.–7. února 2016 tvrdý – RuKortHard Tournament MF (hala) | |                                                                                         |     |      |          |            |
| \| 1. \| \| Ivana Jorovićová Garbiñe Muguruzaová \| 3 6 \| 1 6 \| \| \| \| 2. \| \| Jelena Jankovićová Carla Suárezová Navarrová \| 4 6 \| 2 6 \| \| \| \| 3. \| \| Jelena Jankovićová Garbiñe Muguruzaová \| 3 6 \| 4 6 \| \| \| \| 4. \| \| Bojana Jovanovská Carla Suárezová Navarrová \| \| \| \| nehrálo se \| \| 5. \| \| Ivana Jorovićová / Nina Stojanovićová Lara Arruabarrenová / Lourdes Domínguezová Linová \| 6 4 \| 6 78 \| [7] [10] \| \| \| Nominace \| \| \| \| \| \| \| \| \| Srbsko: Jelena Jankovićová, Bojana Jovanovská, Ivana Jorovićová, Nina Stojanovićová, nehrající kapitánka Tatjana Ječmenicová \| \| \| \| \| \| \| \| Španělsko: Garbiñe Muguruzaová, Carla Suárezová Navarrová, Lara Arruabarrenová, Lourdes Domínguezová Linová, nehrající kapitánka Conchita Martínezová \| \| \| \| \| \| \| Podrobnosti \| \| \| \| \| \| \| \| \| Oba týmy se v minulosti utkaly dvakrát. Srbky držely aktivní vzájemnou bilanci zápasů 2:0. \| \| \| \| \| \| | |                                                                                         |     |      |          |            |
| | |                                                                                         | 1.  | 2.   | 3.       |            |
| 1. | | Ivana Jorovićová Garbiñe Muguruzaová                                                    | 3 6 | 1 6  |          |            |
| 2. | | Jelena Jankovićová Carla Suárezová Navarrová                                            | 4 6 | 2 6  |          |            |
| 3. | | Jelena Jankovićová Garbiñe Muguruzaová                                                  | 3 6 | 4 6  |          |            |
| 4. | | Bojana Jovanovská Carla Suárezová Navarrová                                             |     |      |          | nehrálo se |
| 5. | | Ivana Jorovićová / Nina Stojanovićová Lara Arruabarrenová / Lourdes Domínguezová Linová | 6 4 | 6 78 | [7] [10] |            |
| Nominace | |                                                                                         |     |      |          |            |
| | Srbsko: Jelena Jankovićová, Bojana Jovanovská, Ivana Jorovićová, Nina Stojanovićová, nehrající kapitánka Tatjana Ječmenicová                          |                                                                                         |     |      |          |            |
| | Španělsko: Garbiñe Muguruzaová, Carla Suárezová Navarrová, Lara Arruabarrenová, Lourdes Domínguezová Linová, nehrající kapitánka Conchita Martínezová |                                                                                         |     |      |          |            |
| Podrobnosti | |                                                                                         |     |      |          |            |
| | Oba týmy se v minulosti utkaly dvakrát. Srbky držely aktivní vzájemnou bilanci zápasů 2:0.                                                            |                                                                                         |     |      |          |            |

## Spojené státy americké vs. Polsko
| Holua Tennis Center, Kailua-Kona, Havaj, Spojené státy 6.–7. února 2016 tvrdý – Acrylic (venku) | |                                                                                             |     |     |    |            |
| \| 1. \| \| Sloane Stephensová Magda Linetteová \| 6 2 \| 6 4 \| \| \| \| 2. \| \| Venus Williamsová Paula Kaniová \| 7 5 \| 6 2 \| \| \| \| 3. \| \| Venus Williamsová Magda Linetteová \| 6 1 \| 6 2 \| \| \| \| 4. \| \| Sloane Stephensová Paula Kaniová \| \| \| \| nehrálo se \| \| 5. \| \| Bethanie Matteková-Sandsová / Coco Vandewegheová Klaudia Jansová-Ignaciková / Paula Kaniová \| 6 1 \| 7 5 \| \| \| \| Nominace \| \| \| \| \| \| \| \| \| Spojené státy americké: Venus Williamsová, Sloane Stephensová, Coco Vandewegheová, Bethanie Matteková-Sandsová, nehrající kapitánka Mary Joe Fernandezová \| \| \| \| \| \| \| \| Polsko: Magda Linetteová, Paula Kaniová, Alicja Rosolská, Klaudia Jansová-Ignaciková, hrající kapitánka Klaudia Jansová-Ignaciková \| \| \| \| \| \| \| Podrobnosti \| \| \| \| \| \| \| \| \| Oba týmy se v minulosti utkaly třikrát. Američanky držely aktivní vzájemnou bilanci zápasů 3:0. \| \| \| \| \| \| | |                                                                                             |     |     |    |            |
| | |                                                                                             | 1.  | 2.  | 3. |            |
| 1. | | Sloane Stephensová Magda Linetteová                                                         | 6 2 | 6 4 |    |            |
| 2. | | Venus Williamsová Paula Kaniová                                                             | 7 5 | 6 2 |    |            |
| 3. | | Venus Williamsová Magda Linetteová                                                          | 6 1 | 6 2 |    |            |
| 4. | | Sloane Stephensová Paula Kaniová                                                            |     |     |    | nehrálo se |
| 5. | | Bethanie Matteková-Sandsová / Coco Vandewegheová Klaudia Jansová-Ignaciková / Paula Kaniová | 6 1 | 7 5 |    |            |
| Nominace | |                                                                                             |     |     |    |            |
| | Spojené státy americké: Venus Williamsová, Sloane Stephensová, Coco Vandewegheová, Bethanie Matteková-Sandsová, nehrající kapitánka Mary Joe Fernandezová |                                                                                             |     |     |    |            |
| | Polsko: Magda Linetteová, Paula Kaniová, Alicja Rosolská, Klaudia Jansová-Ignaciková, hrající kapitánka Klaudia Jansová-Ignaciková                        |                                                                                             |     |     |    |            |
| Podrobnosti | |                                                                                             |     |     |    |            |
| | Oba týmy se v minulosti utkaly třikrát. Američanky držely aktivní vzájemnou bilanci zápasů 3:0.                                                           |                                                                                             |     |     |    |            |

## Kanada vs. Bělorusko
| PEPS, Québec, Kanada 6.–7. února 2016 tvrdý – Premier (hala) | |                                                                              |     |     |     |  |
| \| 1. \| \| Françoise Abandová Aljaksandra Sasnovičová \| 4 6 \| 6 2 \| 3 6 \| \| \| 2. \| \| Aleksandra Wozniaková Olga Govorcovová \| 6 2 \| 6 2 \| \| \| \| 3. \| \| Françoise Abandová Olga Govorcovová \| 6 4 \| 6 4 \| \| \| \| 4. \| \| Aleksandra Wozniaková Aljaksandra Sasnovičová \| 4 6 \| 4 6 \| \| \| \| 5. \| \| Gabriela Dabrowská / Carol Zhaová Olga Govorcovová / Aljaksandra Sasnovičová \| 2 6 \| 4 6 \| \| \| \| Nominace \| \| \| \| \| \| \| \| \| Kanada: Carol Zhaová, Gabriela Dabrowská, Françoise Abandová, Aleksandra Wozniaková, nehrající kapitán Sylvain Bruneau \| \| \| \| \| \| \| \| Bělorusko: Olga Govorcovová, Aljaksandra Sasnovičová, Věra Lapková, Nika Šytkuská, nehrající kapitán Eduard Dubrov \| \| \| \| \| \| \| Podrobnosti \| \| \| \| \| \| \| \| \| Oba týmy se před zápasem nikdy neutkaly. \| \| \| \| \| \| | |                                                                              |     |     |     |  |
| | |                                                                              | 1.  | 2.  | 3.  |  |
| 1. | | Françoise Abandová Aljaksandra Sasnovičová                                   | 4 6 | 6 2 | 3 6 |  |
| 2. | | Aleksandra Wozniaková Olga Govorcovová                                       | 6 2 | 6 2 |     |  |
| 3. | | Françoise Abandová Olga Govorcovová                                          | 6 4 | 6 4 |     |  |
| 4. | | Aleksandra Wozniaková Aljaksandra Sasnovičová                                | 4 6 | 4 6 |     |  |
| 5. | | Gabriela Dabrowská / Carol Zhaová Olga Govorcovová / Aljaksandra Sasnovičová | 2 6 | 4 6 |     |  |
| Nominace | |                                                                              |     |     |     |  |
| | Kanada: Carol Zhaová, Gabriela Dabrowská, Françoise Abandová, Aleksandra Wozniaková, nehrající kapitán Sylvain Bruneau |                                                                              |     |     |     |  |
| | Bělorusko: Olga Govorcovová, Aljaksandra Sasnovičová, Věra Lapková, Nika Šytkuská, nehrající kapitán Eduard Dubrov     |                                                                              |     |     |     |  |
| Podrobnosti | |                                                                              |     |     |     |  |
| | Oba týmy se před zápasem nikdy neutkaly.                                                                               |                                                                              |     |     |     |  |